# Meterythrops microphthalma
Meterythrops microphthalma är en kräftdjursart som beskrevs av W. M. Tattersall 1951. Meterythrops microphthalma ingår i släktet Meterythrops och familjen Mysidae. Inga underarter finns listade i Catalogue of Life.